# 東條満喜枝
東條 満喜枝（とうじょう まきえ、1923年（大正12年）- 2000年（平成12年）5月）は、日本で活動した、家事相談を専門とするケースワーカー、カウンセラーである。

## 生涯
東條英機の次女で、古賀秀正と結婚し姓は古賀となるが死別した。その後も古賀の姓のままで活動するが、国立精神衛生研究所在職中に田村健二と再婚し姓は田村となった。マリッジ・カウンセラーとしての業績の大半は「田村満喜枝」によるものである。
戦後、現在の日本社会事業大学に学び、1952（昭和27年）2月16日に国立精神衛生研究所にソーシャル・ワーカーとして入職、児童精神衛生部、次いで社会学部に在籍した。1958年（昭和33年）8月31日に退職すると、浅草寺が運営する浅草寺相談所家庭・婦人相談部主任に転じ、1960年（昭和35年）から東京家庭裁判所家事調停委員を三十年余り務めた。その間、中央社会福祉審議会委員に任ぜられるなど、家事調停の第一人者として活躍し、多数の著書を残した。
ケースワーカーを志したのは「戦後の街角には戦災孤児の姿が目をひき、靴を磨く姿に胸が痛んだ。こうした戦争犠牲者、特に母子の方々と共に生きてゆきたかった」としてい、マリッジ・カウンセラーを自称し、家事調停に生涯を奉じた。

## 著書
- 「ホスピタリズムの研究（第1報）」『精神衛生研究』第2号、国立精神衛生研究所、市川、1954年2月、30-49頁、doi:10.11501/1803695、ISSN 0559-3158、全国書誌番号:00013134。
- 「双生兒のパーソナリティ形成に対する身体的ハンディキャップの影響について」『双生児の研究』第2号、日本学術振興会、東京、1956年3月25日、294-301頁、doi:10.11501/2425804、全国書誌番号:56010716。
- 「生命線」『精神科学』第10巻第11号、日本教文社、東京、1956年11月、44-46頁、doi:10.11501/2321140、全国書誌番号:00013141。
- 「幼児恐怖症の心理療法」『精神衛生研究』第5号、国立精神衛生研究所、市川、1957年3月、115-156頁、doi:10.11501/1803698、ISSN 0559-3158、全国書誌番号:00013134。
- 「精神衛生の地域組織活動とその管理の方法に関する研究（第2報）」『精神衛生研究』第7号、国立精神衛生研究所、市川、1959年3月、1-111頁、doi:10.11501/1803700、ISSN 0559-3158、全国書誌番号:00013134。
- 「家族緊張の調整」『現代家族の研究：実態と調整』田村健二 共著、弘文堂、東京、1960年4月15日、381-482頁。doi:10.11501/3023334。 NCID BN04518028。OCLC 9660508523。全国書誌番号:60008086。
  - 「家族緊張の調整」『現代家族の研究 : 実態と調整』田村健二 共著、日本図書センター、東京〈戦後家族社会学文献選集第1期第10巻〉、2008年4月（原著1960年4月15日）、381-482頁。ISBN 978-4-284-50063-0。 NCID BA86076393。OCLC 939446270。全国書誌番号:21423164。
- 『あなたは誰と結婚しているか：夫婦関係のダイナミックス』田村健二 共著、雪華社、東京、1961年。doi:10.11501/2935260。 NCID BN10712251。OCLC 673829446。全国書誌番号:61008643。
- 「妻の結婚生活に対する情緒的期待の臨床的研究」『精神衛生研究』第9号、国立精神衛生研究所、市川、1961年3月、89-146頁、doi:10.11501/1803702、ISSN 0559-3158、全国書誌番号:00013134。
- 「あなたは誰と戀愛してゐるのか?〈戀愛･結婚の精神衞生･第一部〉」『精神科学』第15巻第10号、日本教文社、東京、1961年10月、28-34頁、doi:10.11501/2320943、全国書誌番号:00013141。
- 「特輯あなたは誰と結婚してゐるのか?」『精神科学』第15巻第11号、日本教文社、東京、1961年11月、26-32頁、doi:10.11501/2320944、全国書誌番号:00013141。
- 「マリッジ・カウンセリングにおけるジョイント・インタヴュー（合同面接）」『精神衛生研究』第10号、国立精神衛生研究所、市川、1962年4月、42-52頁、doi:10.11501/1803703、ISSN 0559-3158、全国書誌番号:00013134。
- 「肌で触れないもどかしさ - 人生レポート ゆさぶられる父の座」『婦人生活』第17巻第5号、婦人生活社、東京、1963年5月1日、176-181頁、doi:10.11501/2324683、全国書誌番号:00020884。
- 「BM時代を生きる 共稼ぎの失敗!」『二人自身』第4巻第6号、光文社、東京、1964年6月、90-94頁、doi:10.11501/3563018、全国書誌番号:00020930。
- 「母を語る 誹謗に耐えた軍人の妻」『婦人生活』第18巻第8号、婦人生活社、東京、1964年8月1日、182-183頁、doi:10.11501/2324698、全国書誌番号:00020884。
- 「妻の愛と肉体の悩み――セックスをめぐる人生相談」『主婦と生活』第19巻第9号、主婦と生活社、東京、1964年8月、266-274頁、doi:10.11501/2305762、全国書誌番号:00011107。
- 「〔座談会〕浮気･よろめき･傷つく夫婦」『主婦と生活』第19巻第12号、主婦と生活社、東京、1964年11月、162-169頁、doi:10.11501/2305765、全国書誌番号:00011107。
- 「田中澄江の直接面談 不幸な結婚相談室」『二人自身』第6巻第1号、光文社、東京、1966年1月、168-173頁、doi:10.11501/3563036、全国書誌番号:00020930。
- 「田中澄江の直接面談 不幸な結婚相談室」『二人自身』第6巻第2号、光文社、東京、1966年2月、202-206頁、doi:10.11501/3563037、全国書誌番号:00020930。
- 「田中澄江の直接面談 不幸な結婚相談室」『二人自身』第6巻第3号、光文社、東京、1966年3月、194-198頁、doi:10.11501/3563038、全国書誌番号:00020930。
- 「マリッジ・カウンセリング」『婦人問題懇話会々報』第2号、婦人問題懇話会、北多摩、1966年5月1日、35-42頁、doi:10.11501/2247413、ISSN 0910-0636、全国書誌番号:00020914。
- 「不安定な女性たち--あるカウンセラーの記録から--女の位置＜解放後の問題＞ 26」『朝日ジャーナル』第9巻第41号、朝日新聞社、東京、1967年10月1日、63-65頁、ISSN 0571-2378、OCLC 5173381124、全国書誌番号:00000995。
- 「性の不一致〟による離婚の実例――この夫婦はどこに欠陥があったのか?」『主婦と生活』第23巻第15号、主婦と生活社、東京、1968年12月、231-238頁、doi:10.11501/2305815、全国書誌番号:00011107。
- 「離婚は得か損か」『婦人生活』第22巻第15号、婦人生活社、東京、1968年12月1日、190-198頁、doi:10.11501/2324731、全国書誌番号:00020884。
- 「新婚・間違っておぼえた性生活」『婦人生活』第23巻第10号、婦人生活社、東京、1969年8月1日、207-222頁、doi:10.11501/2324739、全国書誌番号:00020884。
- 「主婦の生活と意識」『家庭と社会』田村健二 共著、亜紀書房〈現代婦人問題講座4〉、1970年2月。 NCID BN00592437。OCLC 835264507。
- 「妻の浮気をめぐる夫・妻・愛人の言い分」『婦人生活』第24巻第3号、婦人生活社、東京、1970年3月1日、172-178頁、doi:10.11501/2324746、全国書誌番号:00020884。
- 「随筆子ども 子どもはみている」『愛育』第38巻第4号、恩賜財団母子愛育会、東京、1973年4月25日、4-5頁、doi:10.11501/2268021、全国書誌番号:00000672。
- 「T・Mケース――ケース研究＜その5＞・幼児恐怖症の家族治療」『東洋大学社会学部紀要』第10号、東洋大学社会学部、東京、1974年3月、77-94頁、doi:10.11501/2782793、ISSN 0495-9892、OCLC 5179390382、全国書誌番号:00017050。
- 「一途だった私」『卒業生文集はらじゅく』第1号、日本社会事業大学同窓会、1981年6月1日、2023年8月3日閲覧。
- 「三世代家族の問題――あるケースから問題点を整理する」『愛育』第47巻第9号、恩賜財団母子愛育会、東京、1982年9月1日、16-20頁、doi:10.11501/2268134、全国書誌番号:00000672。
- 「座談会〔家族問題I〕日本の夫婦 その現在像」『書斎の窓』第319号、有斐閣、東京、1982年11月、42-59頁、doi:10.11501/3437309、全国書誌番号:00011798。
- 「理論と現場との接点を求めて」『ソーシャルワーク研究』第8巻第4号、中央法規出版、東京、1983年3月、272-299頁、doi:10.11501/1829086、ISSN 0385-3772、OCLC 5172518243、全国書誌番号:00029559。
- 「離婚」『こころの科学』第9号、日本評論社、東京、1986年9月、33-118頁、doi:10.11501/3475993、ISSN 0912-0734、NCID BA63334387、全国書誌番号:00044144。
- 「両親の不和--その子どもの心」『児童心理』第41巻第1号、金子書、東京、1987年1月、124-131頁、ISSN 0385-826X、OCLC 5171565562、全国書誌番号:00010312。
- 「マリッジ・カウンセリング」『教育と医学』第35巻第3号、慶應義塾大学出版会、東京、1987年3月、286-292頁、doi:10.11501/6043593、ISSN 04529677、OCLC 5174100614、全国書誌番号:00005318。
- 『離婚の人間学：ケース・スタディ』田村健二 共著、システムファイブ、東京、1988年5月。ISBN 4-915689-07-7。 NCID BN02236819。OCLC 673620407。全国書誌番号:88042312。
- 「吉永みち子「情熱倶楽部」の女たち（24）」『サンデー毎日』第67巻第31号、毎日新聞社、東京、1988年7月、140-142頁、doi:10.11501/3370333、ISSN 0039-5234、全国書誌番号:00009588。
- 「座談会/子どもたちの豊かな未来のために」『世界の児童と母性』第25号、資生堂社会福祉事業財団、東京、1988年9月30日、22-31頁、doi:10.11501/1843677、ISSN 0289-2383、全国書誌番号:00028619。
- 『新・離婚の人間学：ケース・スタディ』田村健二 共著、システムパブリカ、東京、1994年6月15日。ISBN 4-309-90123-9。 NCID BN11301241。OCLC 673550457。全国書誌番号:94054769。
- 『田村健二・満喜枝先生との出会い』「田村健二・満喜枝先生との出会い」刊行委員会 編、四水会、1994年3月。 NCID BA79616694。
- 「C・Kケ-ス--酒乱の夫の家族治療--その初回面接」『東洋大学社会学部紀要』第32巻第1号、東洋大学社会学部、東京、1994年9月19日、5-47頁、doi:10.11501/2782826、ISSN 0495-9892、OCLC 5179393319、全国書誌番号:00017050。
- 『児童・家庭相談の実際』田村健二 共著、川島書店、東京〈教材社会福祉実践事例集 3〉、1997年10月。ISBN 4-7610-0625-0。 NCID BA34549630。OCLC 1183271595。全国書誌番号:98060574。

## 脚註

### 註釈
1. ↑  田村健二は、東京帝國大學文學部社會學科を卒業後、東京少年鑑別所官吏、東京家庭裁判所官吏、国立精神衛生研究所主任研究官、東洋大学社会学部教授などを歴任した[2][6]。その功績から、東洋大学より名誉教授の称号を授与された[2][7]。
2. ↑  浅草寺相談所は、浅草寺が震災直後に開設した婦人相談宿泊所などを1958年（昭和33年）に改組したもので、現在も浅草寺福祉会館として援護活動を行なっている[11][12]。
3. ↑  中央社会福祉審議会は、社会福祉事業法に基づき厚生省に置かれた審議会で、25人の委員は厚生大臣に任命された。